# Dave Grohl
David "Dave" Eric Grohl (Warren, Ohio, 14. siječnja 1969.), američki je rock glazbenik i tekstopisac. Mnogi ga zovu „najljubaznijim čovjekom u rocku“, zahvaljući njegovu prizemljenom i bezbrižnom karakteru. Bio je bubnjar najpoznatijeg grunge sastava, Nirvane, od 1990. do 1994. godine, kada se sastav raspao nakon smrti frontmena Kurta Cobaina. Godine 1995. osnovao je sastav Foo Fighters. Grohl je započeo svoju glazbenu karijeru 80-ih godina 20. stoljeća kao bubnjar nekoliko lokalnih sastava iz Washingtona, od kojih je najznačajniji punk-rock sastav Scream.

## Životopis
Kao dijete, njegova obitelj (otac   James Grohl majka Virginia Wendt i starija sestra Lisa) preselili su se iz Warrena, Ohio u Springfield, Virginia. Tri godine kasnije, kada je Grohl imao šest godina njegovi su se roditelji rastali. Grohl je živio sa svojom majkom.
S dvanaest godina počinje svirati gitaru a kasnije postaje gitarist punk rock sastava Midtown. U Virgini je pohađao Thomas Jefferson High School poslije se preselio u Bishop Ireton High School u Alexandriji
Dok je pohađao srednju školu Grohl je svirao u nekoliko lokalnih sastava.uključijući i sastav pod imenom Freak Baby. Dok je svirao u Freak babyu zainteresirao se za sviranje bubnjeva.Kada je sastav Freak Baby izbacio basista iz sastava, Grohl je odlučio svirati bubnjeve i novi sastav se nazvao Mission Impossible.Nakon raspada sastava Mission Impossible Grohl se pridružio Post-punk hardrock sastavu Dain Bramage.

### Scream
Sa sedamnaest godina otišao je na audiciju da popuni mjesto bubnjara u Screamu zbog odlaska nekadašnjeg bubnjara kenta Staxa.
Kako bi mogao doći na audiciju Grohl je lagao da ima 20 godina. Na njegovo iznenađenje sastav ga je zamolio neka im se pridruži.
Nakon kraćeg vremena prihvatio je ponudu. Prestao je pohađati školu. Sljedeće četiri godine intenzivno je putovao sa sastavom, snimio je i par albuma uživo i dva studijska albuma, No More Censorship and Fumble, na kojemu je Grohl napisao i otpjevao vokale u pjesmi "Gods Look Down".
Dok je svirao u Screamu postao je veliki obožavatelj sastava The Melvins i uskoro se sprijateljio sa sastavom. Tijekom 1990. tura se zaustavila na zapadnoj obali.Buzz Osborne poveo je par svojih prijatelja(Kurta Cobaina i Krista Novoselica) da vide sastav.

### Nirvana
Nekoliko mjeseci kasnije, Scream se neočekivno raspao nakon odlaska njihova basista pa je Grohl nazvao Osborna za savjet.Znajući koliko puno Kurt Cobain i Krist Novoselic vole Grohlovo sviranje bubnjeva, Osborne dao je Novoselićev broj Grohlu. Novoselić je pozvao Grohla u Seattle, gdje je Grohl prisustvovao Nirvaninom sramotnom šou u kojem je Dan Peters svirao bubnjeve. Grohl je kasnije otišao na audiciju za sastav i uskoro im se pridružio.

### Foo Fighters
Nakon smrti Kurta Cobaina osnovao je svoj sastav pod nazivom Foo Fighters.